# Rhopalomeris monacha
Rhopalomeris monacha är en mångfotingart som beskrevs av Filippo Silvestri 1917. Rhopalomeris monacha ingår i släktet Rhopalomeris och familjen klotdubbelfotingar. Inga underarter finns listade i Catalogue of Life.